# Dolmen de la Marque
Le dolmen de la Marque est un dolmen situé sur le territoire de la commune de Mas-Saint-Chély, dans le département de la Lozère en France.

## Description
Le dolmen est du type simple (sans couloir). Il est enserré dans un tertre circulaire d'environ 9 m environ. La chambre est de forme légèrement trapézoïdale : elle mesure 2,65 m de long pour 1,26 m de large à l'entrée et 1,11 m au niveau du chevet. La table de recouvrement mesure 4 m de long, elle a été brisée en cinq fragments lors de fouilles anciennes qui ont été remis en place lors de sa restauration mais la chambre demeure encore en partie découverte sur 1,20 m de longueur.

## Matériel archéologique
Le dolmen a été fouillé à de nombreuses reprises sans compte rendu détaillé. Des restes d'ossements humains correspondant au minimum à 4 adultes et 1 enfant y ont été découverts. Les ossements étaient accompagnés d'un petit matériel funéraire composé d'un poinçon en os, de deux perles tubulaires (1 en os, 1 en calcaire), d'un fragment de perle et de tessons de céramiques. Lors de la restauration, une flèche perçante, un fragment de vase caréné à décor de poinçon et deux fragments de tige en bronze ont été découvert.